# 牛顿小子
《牛顿小子》（英語：The Newton Boys）是1998年由理查德·林克莱特执导的美国西部犯罪片，他与克劳德·斯塔努什和克拉克·李·沃克共同编剧。影片根据斯坦努什1994年的同名著作改编，讲述了得克萨斯州尤瓦尔迪的一个抢劫银行和火车的家族牛顿帮的真实故事。马修·麦康纳、斯基特·烏爾里奇、伊森·霍克、文森特·諾費奥和德怀特·尤卡姆等主演。影片在德克萨斯州各地拍摄，包括伯特伦、奧斯汀、巴特利特、新布朗费尔斯和圣安东尼奥。